# U 12 (U-Boot, 1969)
U 12 (S-191) war ein U-Boot der Bundeswehr. Es gehörte zur U-Boot-Klasse 205 und ist das als letztes gebaute Boot dieser Klasse von elf U-Booten. Seine NATO-Kennung war S 191.

## Geschichte

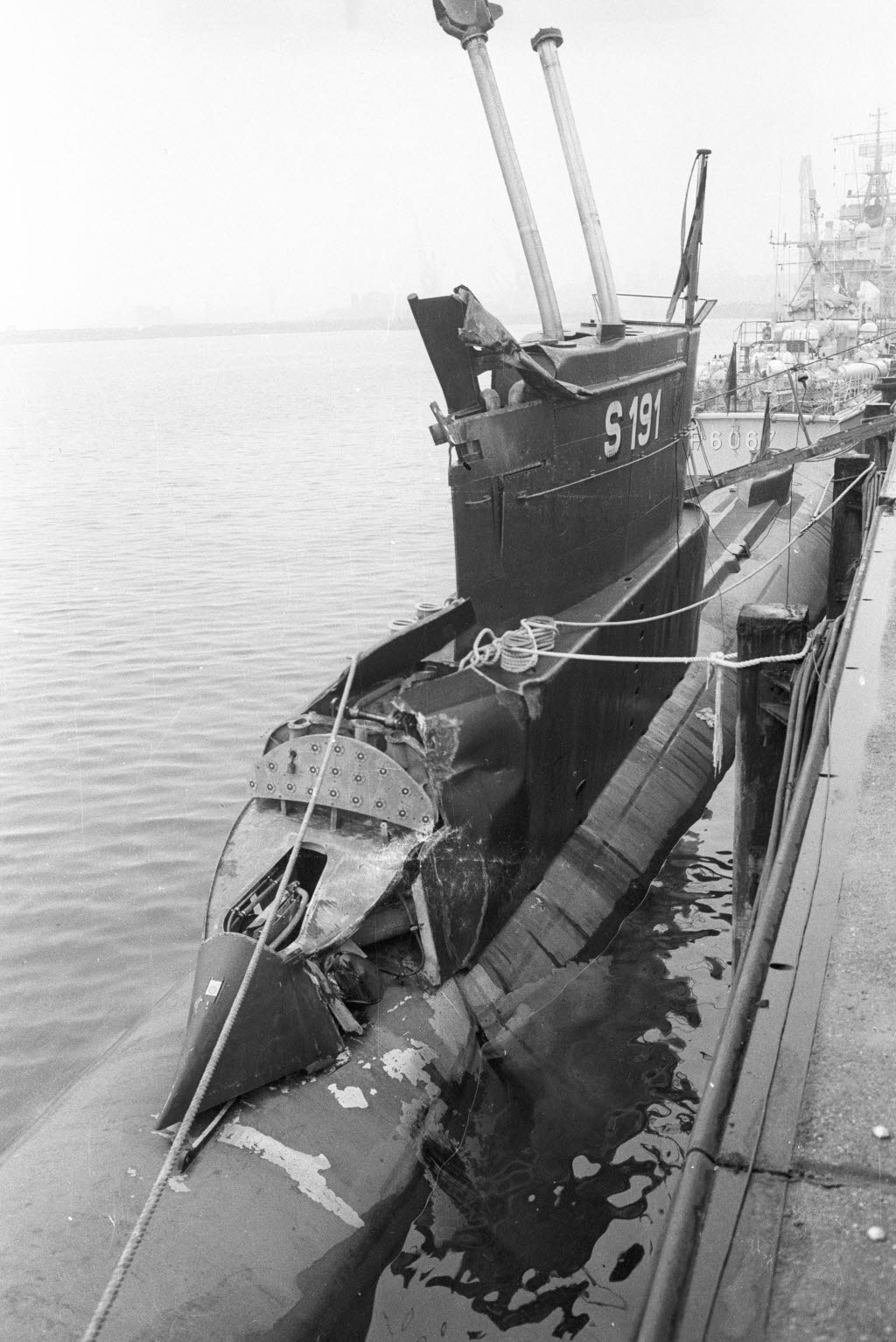
Schäden an U 12 nach der Kollision mit der Fritz Reuter

Das Boot wurde auf der Kieler Howaldtswerke Werft gebaut und am 14. Januar 1969 in Dienst gestellt. U 12 gehörte zum 1. Ubootgeschwader, das bis 1991 in Kiel und danach in Eckernförde stationiert war.
Am 2. April 1971 kollidierte das Boot 6 sm östlich von Fehmarn im dichten Nebel mit dem DDR-Frachter Fritz Reuter. Wegen der starken Beschädigungen wurde es am 30. April 1971 außer Dienst gestellt und zu Beginn des Jahres 1972 nach Emden verbracht. Bei der Überführung von Kiel nach Emden Ende Januar 1972 riss sich das unbemannte Boot während eines Sturms von der Schlepperverbindung los und trieb im Raum Borkum 15 Stunden durch die See, bis es durch den Schlepper Eisbär in Schlepp genommen und nach Emden eingebracht werden konnte.
Dort wurde das Boot bei den Rheinstahl Nordseewerken von 1972 bis 1974 wieder instand gesetzt und verbessert. Am 8. Januar 1974 wurde es wieder in Dienst gestellt.
In den 1990er Jahren wurde U 12 zum Versuchsträger für neue Technologien, insbesondere Sonartechnik umgebaut. Es diente somit der Entwicklung der neuesten U-Boot-Klasse 212A.
U 12 war das letzte aktive U-Boot der Klasse 205 und wurde am 21. Juni 2005 außer Dienst gestellt. Über die Firma VEBEG wurde U 12 am 4. Juli 2007 an die Firma Orla’s Produktforretnig in Dänemark verkauft. Es wurde am 24. September 2008 übernommen und nach Dänemark zum Abwracken geschleppt.
Die Patenschaft übernahm die Stadt Aulendorf.

## Technik
Das Boot wurde aus drei verschiedenen nicht-magnetisierbaren Stählen gefertigt. Es wurde Stahl der Sorte AM 53 des österreichischen Herstellers Schoeller-Bleckmann Stahlwerke verwendet, der auch den Stahl der Sorten AM 10 und AM 20 für die Klasse 201 geliefert hatte. Der Turmaufbau wurde verändert um den Strömungswiderstand bei Schnorchelfahrt zu vermindern. Ebenso war auf dem Vorschiff ein Hüllkörper angebracht, in dem der Schwinger der DUUX 2A-Anlage, einem Passivsonar zur Entfernungsmessung, untergebracht war. Zwei weitere Schwinger waren vorne und achtern im Turmaufbau verbaut.

## Kommandanten
Die Kommandanten bis 1993
| Dienstgrad       | Name      | von        | bis        |
| ---------------- | --------- | ---------- | ---------- |
| Kapitänleutnant  | Kratzsch  | 14.01.1969 | 30.04.1971 |
| Kapitänleutnant  | Ewald     | 01.01.1974 | 30.09.1974 |
| Kapitänleutnant  | Kunze     | 01.10.1974 | 0.09.1976  |
| Kapitänleutnant  | Krönke    | 01.10.1976 | 31.03.1980 |
| Kapitänleutnant  | Knobloch  | 01.04.1981 | 30.09.1982 |
| Kapitänleutnant  | Jeschke   | 01.10.1982 | 18.02.1983 |
| Kapitänleutnant  | Schamp    | 19.02.1983 | 01.04.1986 |
| Kapitänleutnant  | Gohde     | 01.04.1986 | 0.09.1988  |
| Kapitänleutnant  | Meyerhoff | 01.10.1988 | 28.02.1991 |
| Korvettenkapitän | Kröger    | 01.03.1991 | 30.09.1993 |